# Froukje Wegman
Froukje Wegman (* 22. April 1979 in Gouda) ist eine ehemalige niederländische Ruderin, die bei den Olympischen Spielen 2004 eine olympische Bronzemedaille im Achter gewann.

## Sportliche Karriere
Die 1,78 m große Froukje Wegmann von der Amsterdamer Rudervereinigung Okeanos debütierte 2000 im Ruder-Weltcup. Bei den Weltmeisterschaften 2001 belegte sie mit dem Achter den achten Platz. 2002 trat sie mit Helen Tanger im Zweier ohne Steuerfrau an und platzierte sich auf dem 14. Rang bei den Weltmeisterschaften in Sevilla. 2003 ruderte sie mit Femke Dekker im Doppelzweier und belegte den 12. Platz bei den Weltmeisterschaften in Mailand. Im Olympiajahr 2004 begann sie im Doppelvierer, mit dem sie in den ersten beiden Weltcup-Regatten das A-Finale erreichte. Bei der dritten Regatta ruderte sie mit dem niederländischen Achter auf den zweiten Platz hinter dem US-Boot. Bei den Olympischen Spielen 2004 siegten die Rumäninnen, hinter dem US-Achter gewannen die Niederländerinnen die Bronzemedaille in der Besetzung Froukje Wegman, Marlies Smulders, Nienke Hommes, Hurnet Dekkers, Annemarieke van Rumpt, Annemiek de Haan, Sarah Siegelaar, Helen Tanger und Steuerfrau Ester Workel. 